# Tom Scott (YouTuber)
Thomas David „Tom“ Scott (* 1984 in Mansfield, Nottinghamshire) ist ein britischer Webvideoproduzent und Webentwickler.

## Ausbildung
Tom Scott absolvierte ein Linguistikstudium an der University of York. In seinem letzten Studienjahr wurde er zum Vorstand der Studierendenvertretung gewählt, nachdem er durch seinen unkonventionellen Wahlkampf (als Pirat „Mad Cap’n Tom“) aufgefallen war. In York erlangte Tom Scott außerdem erste öffentliche Auftritte als Moderator des örtlichen Universitätsradios. Dort bildeten sich auch die Technical Difficulties.

## YouTube

### Eigener Kanal
Tom Scott betreibt einen YouTube-Kanal, der bis dato (Stand: Januar 2024) von mehr als 6,5 Millionen Personen abonniert wurde und dessen Videos über 1,8 Milliarden Aufrufe erhielten. Neben älteren Aufzeichnungen und Gastvideos anderer Produzenten veröffentlicht er dort Videos zu den Themen Things you might not know, Informatik (The Basics), Amazing Places, Built for Science sowie die Reihe Tom's Language Files, worin er verschiedene Aspekte der Linguistik erklärt.
Typische Videos von Tom Scott zeichnen sich durch ihre Kürze (meist unter 5 Minuten) und Prägnanz aus. Scott spricht üblicherweise auswendig nach Skript, welches er vor Ort und nicht selten in ungewöhnlichen Situationen wiedergibt, wie zum Beispiel in einer Zentrifuge oder in Schwerelosigkeit während eines Parabelflugs.
Folgen der Spielshow Citation Needed, produziert von seiner Gruppe The Technical Difficulties, wurden bis 2018 ebenfalls auf Scotts eigenem Kanal hochgeladen.
2018 gründete Tom Scott für seine Videos die Produktionsfirma Pad 26 Limited mit Sitz in Worthing.
Am 9. April 2020 veröffentlichte Tom Scott ein Video, dessen Aufrufszahl sich im Titel befindet. Der Titel aktualisiert sich mithilfe eines kleinen Skriptprogrammes wiederholt automatisch. Mit über 73 Millionen Aufrufen (Stand: Januar 2025) ist es das meistaufgerufene Video auf seinem YouTube-Kanal.
Am 1. Januar 2024 beendete Scott nach genau 10 Jahren den regulären Upload von Videos auf seinem Hauptkanal.

### Tom Scott Plus
Seit dem 14. Juni 2021 betreibt Scott seinen Zweitkanal Tom Scott plus, mit ca. 833.000 Abonnenten (Stand: September 2023), auf welchem er hauptsächlich Videos von Selbstexperimenten und Kooperationen mit weiteren Personen veröffentlicht. Diese unterscheiden sich darüber hinaus durch die Länge der Videos (ca. 13–32 Minuten) zu denen auf seinem Hauptkanal.

### Matt and Tom
Zusammen mit Matt Gray betreibt Scott auch den Kanal „Matt and Tom“. Dort erschien bis 2018 die Videoreihe The Park Bench, betreffend der Hintergründe zu Videos auf Scotts Kanal, sowie von 2019 bis 2021 die Spielshow Two Of These People Are Lying der Technical Difficulties.

### The Technical Difficulties
Scott, Audiotechniker Matt Gray, Ornithologe Chris Joel und der Archivar Gary Brannan bilden zusammen die Comedygruppe „The Technical Difficulties“, mit der er bis heute zusammenwirkt. Zusammen betreiben sie seit Juli 2022 den Kanal „The Technical Difficulties“. Frühere Produktionen der Gruppe wurden zuvor auf anderen Kanälen Scotts veröffentlicht.

### Computerphile
Tom Scott hatte mehrere Gastauftritte auf dem Youtube-Kanal Computerphile, in denen er technische Aspekte der Internetsicherheit erläuterte.

### Lateral with Tom Scott
Lateral ist ein wöchentlicher Podcast, der auch auf die einschlägigen Podcast-Plattformen veröffentlicht wird. Tom und seine drei Gäste stellen sich gegenseitig schwere Fragen, die durch laterales Denken gelöst werden können. Viele der Fragen sind von Zuhörern/Zuschauern eingesendet. Passend zur Show gibt es auch ein Buch.

## Britische Unterhauswahl 2010
Im Jahr 2010 kandidierte Tom Scott, wie bereits zuvor in der Rolle des „Mad Capt’n Tom“, als Scherzkandidat für die Unterhauswahl des Vereinigten Königreiches. Da er keine Absichten hegte, tatsächlich ein politisches Amt zu bekleiden, sondern lediglich eine verlorene Wette einlöste, wählte er den Wahlkreis Cities of London and Westminster für seine Kandidatur. Der dortige Sitz ist seit Jahrzehnten in konservativer Hand. Scott erhielt 84 Stimmen (0,2 Prozent), darunter die Stimme von Noel Gallagher, dem Gitarristen der Band Oasis.